# Marek Tałasiewicz

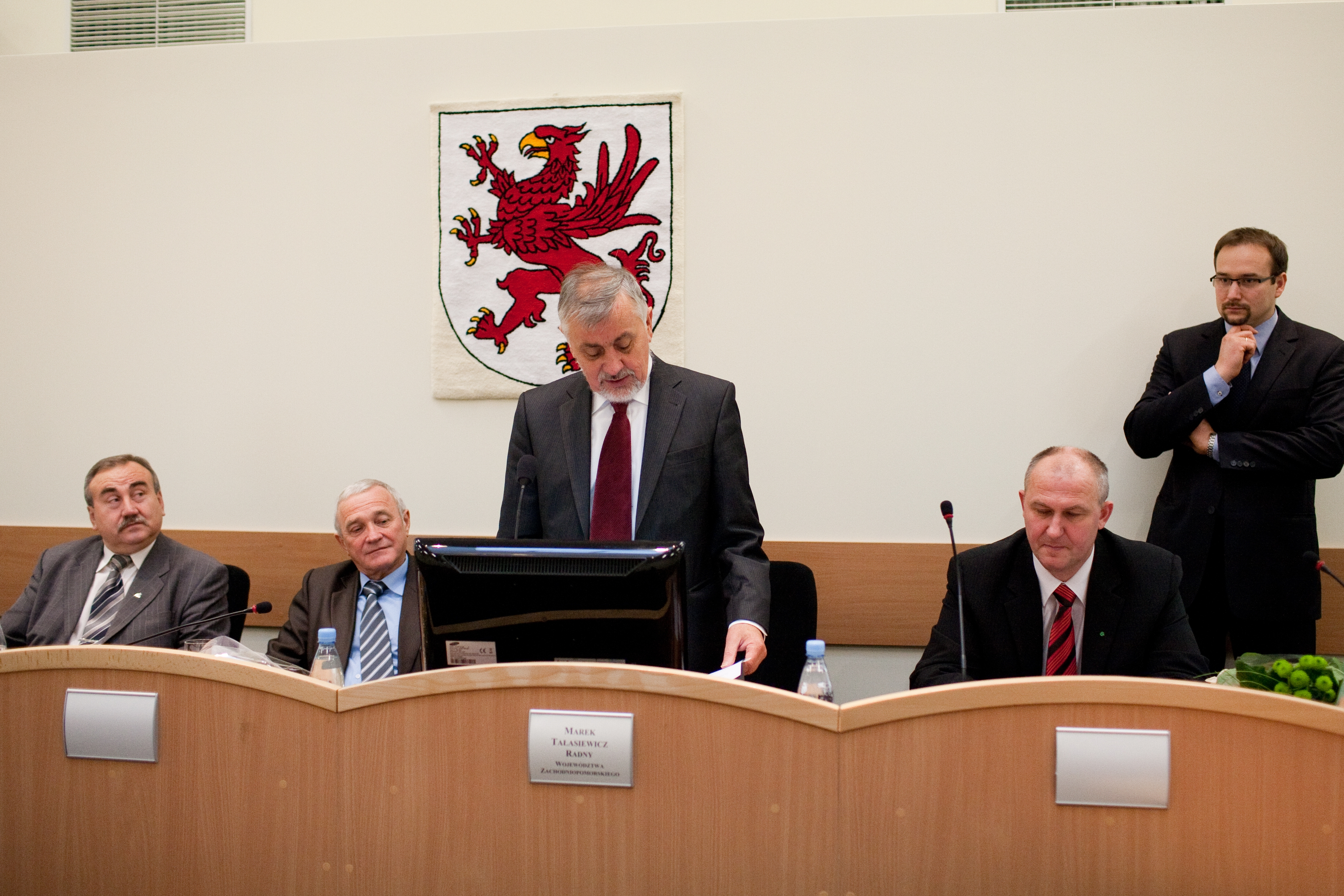
Marek Tałasiewicz (w środku, 2010)

Marek Jan Tałasiewicz (ur. 23 sierpnia 1943 w Kielcach) – polski polityk związany ze Szczecinem, nauczyciel akademicki.
W latach 1990–1998 wojewoda szczeciński, w latach 2014–2015 wojewoda zachodniopomorski, były wiceprezes Stoczni Szczecińskiej Porta Holding (SSPH), były doradca prezydenta Szczecina.

## Życiorys
Od lat 50. mieszka w Szczecinie. Pracował jako starszy konstruktor w Biurze Projektowo-Konstrukcyjnym Stoczni Szczecińskiej im. Adolfa Warskiego. Działał m.in. w ZHP, PTTK i ZSP. Został także członkiem SEP i SIMP i PTC. W 1967 uzyskał tytuł inżyniera automatyki w Instytucie Politechnicznym w Charkowie. Pod koniec lat 60. wstąpił do Stronnictwa Demokratycznego, z którego odszedł w 1971 (był tam przewodniczącym szczecińskiego Koła Inteligencji Technicznej). Od 1971 do 1990 był wykładowcą na Politechnice Szczecińskiej (m.in. prodziekanem Wydziału Budowy Maszyn i Okrętów). Od 1977 sympatyzował z KSS KOR. Od 1980 do 1981 był członkiem Polskiej Zjednoczonej Partii Robotniczej. Był współzałożycielem NSZZ „Solidarność” na Politechnice oraz przewodniczącym jej Komisji Zakładowej, zasiadał również w zarządzie regionalnym. Redagował i wydawał prasę podziemną na Pomorzu Zachodnim. Był członkiem Rady Obywatelskiego Komitetu Porozumiewawczego Ziemi Szczecińskiej (1989–1990).
W wyborach samorządowych w 1990 uzyskał mandat radnego Rady Miejskiej Szczecina, był jej delegatem do Sejmiku Samorządowego Województwa Szczecińskiego. W latach 1990–1998 sprawował urząd pierwszego solidarnościowego wojewody szczecińskiego.
Po odejściu ze stanowiska był wiceprezesem zarządu Stoczni Szczecińskiej Porta Holding (SSPH). Został również prezesem zarządu Morskiej Bazy Paliw Płynnych „Porta Petrol” S.A. w Szczecinie. Powrócił do wykonywania zawodu nauczyciela akademickiego (w Katedrze Europeistyki Zachodniopomorskiej Szkoły Biznesu).
W wyborach samorządowych w 1998 uzyskał mandat radnego sejmiku zachodniopomorskiego z ramienia AWS (był działaczem Stronnictwa Konserwatywno-Ludowego). Należał do założycieli Platformy Obywatelskiej w regionie. Za rządów SLD w 2002 został zatrzymany przez funkcjonariuszy CBŚ, prokurator Prokuratury Okręgowej w Poznaniu przedstawił mu zarzuty rzekomej niegospodarności i nieprawidłowości w obrocie akcjami Stoczni Szczecińskiej. Sąd okręgowy w pierwszej instancji uniewinnił go od popełnienia zarzucanych mu czynów, wyrok ten utrzymał następnie sąd apelacyjny w postępowaniu odwoławczym.
W 2007 został p.o. dyrektora Zachodniopomorskiej Agencji Rozwoju Regionalnego, pracował w tej agencji do 2008. Został też doradcą prezydenta Szczecina, Piotra Krzystka. W 2010 ponownie wybrany do sejmiku (z listy PO), następnie objął funkcję przewodniczącego sejmiku.
12 marca 2014 powołany na stanowisko wojewody zachodniopomorskiego. Złożył rezygnację wraz z dymisją rządu Ewy Kopacz po wyborach parlamentarnych przeprowadzonych 25 października 2015. Zakończył urzędowanie 8 grudnia 2015. W wyborach samorządowych w 2018 bezskutecznie ubiegał się o mandat radnego sejmiku zachodniopomorskiego.

## Życie prywatne
Marek Tałasiewicz jest żonaty. Jest ojcem Mieszka Tałasiewicza, filozofa i nauczyciela akademickiego.

## Publikacje
- Myśli o Pomorzu Zachodnim, „Dokument”, Szczecin 1998
- Ryszard Czyszkiewicz, Marek Molewicz, Marek Tałasiewicz, Regionalne drogi rozwoju: roczniki samorządowe województwa zachodniopomorskiego 1997–2002, Oficyna In Plus, Wołczkowo 2004

## Odznaczenia
- Krzyż Oficerski Orderu Odrodzenia Polski (2013)[9]
- Krzyż Kawalerski Orderu Odrodzenia Polski (1998)[10]
- Krzyż Wolności i Solidarności (2015)[11]
- Odznaka „Zasłużony Działacz Kultury” (2000)
- Odznaka Honorowa za Zasługi dla Samorządu Terytorialnego (2015)[12]